# Laws of Attraction - Matrimonio in appello
Laws of Attraction - Matrimonio in appello (Laws of Attraction) è un film del 2004 diretto da Peter Howitt.
Il film tenta di riportare in auge la commedia romantica degli anni quaranta e cinquanta con Pierce Brosnan e Julianne Moore in luogo di Spencer Tracy e Katharine Hepburn.

## Trama
Il noto avvocato anticonformista Daniel Rafferty giunge a New York per difendere in una causa di separazione milionaria il marito di una donna assistita da Audrey Woods, uno dei migliori avvocati divorzisti della città. Dopo alcune schermaglie i due finiscono a letto proprio alla vigilia di un'udienza decisiva. In aula lui sconfigge lei senza lesinare colpi bassi, e da quel momento i due sono protagonisti di scontri accesissimi in diverse altre cause.
Ad alzare ulteriormente la temperatura arriva la separazione tra una giovane stilista di grido e il leader della rockband del momento. Lei sceglie Daniel dopo aver giudicato troppo soft Audrey, che allora si offre di difendere il donnaiolo marito. La coppia, nonostante la giovanissima età, ha accumulato una fortuna, ma la partita si gioca tutta sulla proprietà di un castello in Irlanda.
Nonostante le profonde differenze caratteriali e di metodo lavorativo, i due avvocati si recano insieme in Irlanda per raccogliere le prove che possano far vincere la causa al proprio assistito. Una volta lì, complice una festa e molto alcool, i due finiscono di nuovo a letto assieme, svegliandosi l'indomani sposati.
Tornati a casa, dopo che la loro unione è stata misteriosamente resa pubblica, devono fronteggiare la loro nuova condizione senza che questa danneggi la loro immagine. Inizia così una convivenza forzata che presto però si rivela molto gradita ad entrambi. La "luna di miele" finisce quando Daniel in aula si serve di una prova acquisita casualmente in casa, e che faceva parte del segreto professionale della moglie. Per Audrey è la fine, anche se lui si scusa confessando di amarla.
La lontananza fa male ad entrambi e quando giunge notizia che il cantante è tornato nel castello pur non essendone autorizzato, Audrey accorre in Irlanda. Andata per evitargli i guai trova, con enorme sorpresa, il proprio cliente insieme alla moglie, con la quale è tornato il sereno. Sopraggiunto anche Daniel si scopre che il famoso matrimonio contratto nel precedente viaggio in Irlanda non ha alcun valore e dunque tra i due avvocati non c'è alcun vincolo. Constatata tutta la situazione, Daniel si fa da parte mentre Audrey, inizialmente fredda, è convinta proprio dai due giovani tornati insieme e poi dalla mamma (era stata lei ad informare la stampa del loro "matrimonio segreto") a riallacciare il rapporto col suo ex-non-marito.
L'amore infine trionfa, con la celebrazione del matrimonio ad opera del giudice che ha assistito i due fin dai primi bisticci.

## Produzione
Con un budget di 32 milioni di dollari, il film incassò 17 milioni sul mercato americano e 30 milioni da quello internazionale.

## Riconoscimenti
- 2004 - Irish Film and Television Awards
  - Candidatura per i miglior costumi a Joan Bergin
  - Candidatura per il miglior trucco a Bernadette Dooley e Morna Ferguson